# Vongdeuane Phongsavanh
Vongdeuane Phongsavanh (ur. 1 maja 1957) – laotański lekkoatleta (średniodystansowiec), olimpijczyk.
Wystąpił na Letnich Igrzyskach Olimpijskich 1980. Pojawił się na starcie szóstego biegu eliminacyjnego w wyścigu na 800 metrów. Z wynikiem 2:05,5 uplasował się na przedostatnim szóstym miejscu, wyprzedzając tylko Sahra Kendora ze Sierra Leone. Był to również jedyny zawodnik, od którego Laotańczyk miał lepszy wynik w eliminacjach (startowało 41 zawodników). 
Rekord życiowy w biegu na 800 metrów: 2:05,5 (1980).